# Chrysler Centura

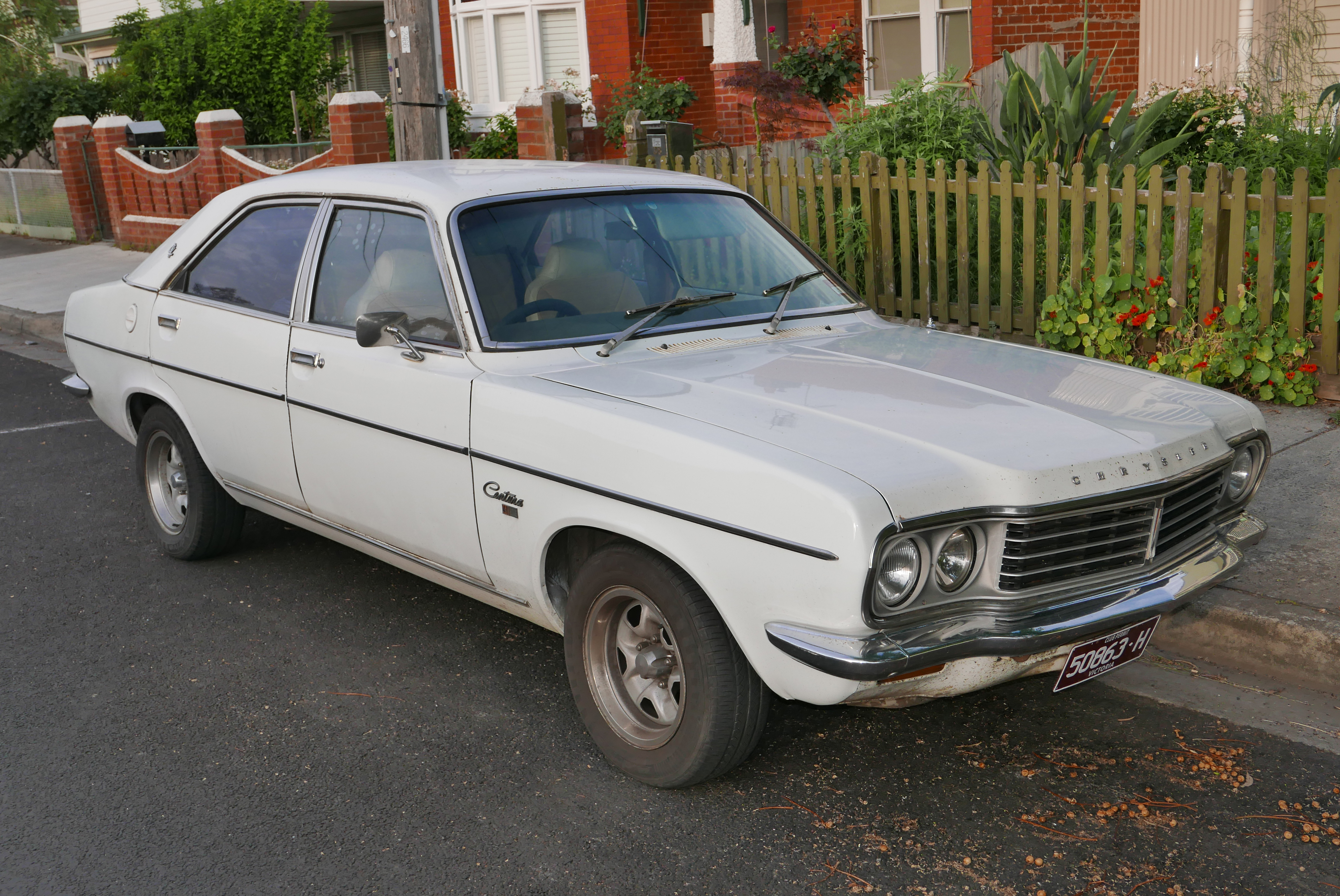
Chrysler centura 1975 - 1977

La Chrysler Centura est une voiture intermédiaire produite par Chrysler Australia entre 1975 et 1978. Elle était basée sur le modèle Chrysler 180 de Chrysler Europe, mais était également disponible avec le plus gros moteurs Hemi Six fabriqués en Australie. 19 770 Centura ont été construites.

## Développement
Les ingénieurs de Chrysler Australia et Simca ont envisagé de modifier la carrosserie d'une berline Chrysler 180 et de raccourcir le groupe motopropulseur afin qu'ils puissent placer les moteurs 6 cylindres australiens Hemi plus en arrière dans la carrosserie, mais ont plutôt décidé d'allonger le nez, car apparemment Chrysler Australie estimait que cela créait une voiture plus agressive et plus belle. Cela signifiait également que moins de changements étaient nécessaires pour «australianiser» la voiture, ce qui rendrait son assemblage économique. Les changements supplémentaires, en grande partie esthétiques, incluent une nouvelle calandre, des nouveaux phares, un nouveau capot, un nouveau panneau arrière et des nouveaux feux arrière.
Une valve de dosage des freins était installée d'usine sur toutes les Centura pour compenser le transfert de poids pendant le freinage. Lorsque la voiture "pique du nez" sous un freinage intensif, une liaison mécanique reliée à la valve réduit proportionnellement la pression de freinage sur les roues arrière, pour les empêcher de se bloquer et de faire glisser l'arrière de la voiture. C'était typique sur de nombreuses voitures européennes de l'époque, mais rare dans les voitures australiennes.
Chrysler a également expérimenté l'installation d'un V8 de 5,2 litres fabriqué aux États-Unis, mais a décidé que la carrosserie n'avait pas la rigidité nécessaire pour faire face au plus gros moteur; la version V8 n'est jamais entrée en production.

## Centura KB
Les Centura KB vendues et assemblées en Australie avaient non seulement une version à 1981 cm3 du moteur quatre cylindres Simca, mais était également disponible avec des moteurs 6 cylindres hemi de 3523/4014 cm3 de fabrication australienne et une boîte automatique BorgWarner à 3 vitesses et une boîte de vitesses manuelles à 3 ou 4 rapports. Les quatre cylindres offraient 124 ch (91 kW), les six cylindres 144/169 ch (106/125 kW) respectivement. La Série KB était vendue en versions XL et GL, cette dernière ayant plus d'équipement, y compris un tachymètre, une horloge, un témoin de niveau de carburant faible (rare en 1975), des pare-chocs arrière de style "Dagmar", une console (sans espace de rangement) et des toits en vinyle en option. Il n'y avait pas de désembuage arrière d'installé, bien qu'une unité Smiths était installée par certains concessionnaires. Le pedigree européen du modèle KB était évident, avec une instrumentation dans l'ordre opposé et des commandes sur la colonne de direction dans le sens opposés. Toutes les voitures KB avec la finition GL étaient équipées d'un tachymètre, mais celui-ci était facultatif sur les voitures de finition XL (alors que les voitures KC ultérieures ne gagnaient un tachymètre que sur commande spéciale ou dans le cadre de l'option Sports) La ventilation intérieure a été améliorée par rapport aux modèles Valiant plus grands, car la Centura avait deux sorties de ventilation au niveau du visage. Bien que la finition optionnelle Centura Sports A55 avec moteur 6 cylindres ait été installée sur certains véhicules (bandes sur la carrosserie, roues stylisées, combiné d'instruments en similibois avec tachymètre, horloge et garniture en tissu Boca Raton), il était courant de voir des options installées par le concessionnaire, y compris les options des roues de route stylisées, des bandes latérales marquer au pochoir et des occultations de capot. Les modèles six cylindres étaient également équipées de freins plus gros (disques avant ventilés de 60 mm et tambours à ailettes arrière de 25,4 mm) et d'un réservoir de frein tandem. Les voitures avec moteur six cylindres Hemi utilisaient un modèle de boulon de roue à 5 goujons, et les premières voitures avec moteur quatre cylindres utilisaient un modèle de boulon de roue à 4 goujons et ne comportaient que des disques de frein solides non ventilés. Plus tard, les voitures à quatre cylindres partageait les mêmes freins et le même modèle de goujons que les voitures à six cylindres, et donc les mêmes roues. Tous les modèles de Centura étaient équipés d'usine d'une direction à crémaillère, mais il n'y avait pas d'option de direction assistée. La direction pouvait être lourde, donc un bon montage des pneus et une bonne pressions étaient indispensables. L'air climatisé installé d'usine ou par le concessionnaire, avec l'unité située sous les commandes du chauffage, était disponible mais rarement en option. Très peu de Centura ont quittée le concessionnaire avec le code moteur e33, bien qu'il en existe quelques exemplaires[pas clair].

### Problèmes
Les premières Centura KB ont également connue des problèmes de qualité avec les agencements intérieurs, les garnitures de porte se fissurant et les garnitures en vinyle déchirées près des lignes de couture qui n'est pas rare. Une histoire qui circule est qu'aucun modèle de Centura n'était équipé de relais de démarreur, qui mettaient simplement la charge sur le contacteur d'allumage lors du démarrage, ce qui réduisait la durée de vie du contacteur d'allumage dans certaines voitures. Le relais du démarreur est fixé au-dessus du démarreur dans tous les modèles. La traction par temps humide s'est avérée être médiocre, avec un différentiel ouvert, un moteur six cylindres Hemi relativement gros et un poids très léger sur les roues arrière.
L'importation des carrosseries de la France jusqu'en Australie était compliquée en 1973 à cause d'une action revendicative, les syndicats à quai protestant contre les essais nucléaires des îles du Pacifique français. Les interdictions syndicales ont duré 2 ans. Il y avait un mythe selon lequel de nombreuses premières carrosseries de KB ont passé des mois sur les quais, exposées à l'air salin, créant plus tard des problèmes de corrosion dans ces voitures. Ce n'était pas le cas. Le principal problème que cela a causé a été de retarder la mise sur le marché initiale de la voiture.
Ces véhicules ne sont généralement pas sujets à la rouille par rapport aux véhicules contemporains de l'époque, mais la rouille a tendance à se produire dans les endroits habituels où l'humidité et la boue ont tendance à s'accumuler. Les zones à vérifier se trouvent sous le pare-brise des deux côtés de la voiture, le pare-feu, où le chauffage est monté, et les seuils inférieurs, en particulier derrière les roues arrière et sous les portes avant. La couverture de toit en vinyle, qui était un accessoire populaire et standard sur les modèles GL (suppression uniquement en option), était également une source de piégeage d'eau, créant une possibilité de rouille dans les piliers «A» et les drainages. Les modèles KC étaient plus sujets à la rouille que les modèles KB. Cela peut être attribué au fait que les panneaux de la KC sont fabriqués en Australie à partir d'acier différent de ceux de la KB qui sont importés.
En plus des interdictions syndicales sur les importations françaises, l'approvisionnement en pièces détachées et l'assistance locale de Chrysler pour les véhicules d'occasion sont également devenus plus compliqués lorsqu'en 1978, Chrysler Europe a fait faillite et a été reprise par Peugeot. Cette prise de contrôle de Peugeot a rapidement été suivie par plusieurs grèves dans les usines Peugeot-Talbot en France, aggravant les problèmes d'approvisionnement en Australie. Le mélange d'attaches métriques et impériales utilisées sur les voitures 6 cylindres n'est pas inhabituel, car de nombreuses voitures contemporaines telles que l'Holden Commodores avaient le même mélange. La combinaison de pièces françaises et australiennes peut en faire des véhicules difficiles à entretenir, mais la plupart des composants d'usure sont facilement disponibles auprès des fournisseurs de pièces détachées. À partir du début des années 80, les pièces sont devenues difficiles à trouver, les stocks existants étant épuisés et l'attente des pièces françaises étant parfois longue. Au début des années 1990, Mitsubishi a cessé de soutenir ces véhicules avec des pièces de rechange. Les stocks de pièces de rechange existants ont été mis aux enchères et tous les stocks non vendus ont été éliminés.

### Sur le marché
Ils se vendaient quatre voitures à six cylindres contre une voiture à quatre cylindres sur le marché australien. Elles avaient la réputation de fournir une tenue de route raisonnablement décente, un bon couple et une accélération exceptionnelle[réf. nécessaire]. Les options disponibles sur les modèles Centura Sports comprenaient des bandes sport marquer au pochoir par le concessionnaire (capot et côtés), des sièges spéciaux en tissu 'Boca-Raton' rayé et des roues en acier ou en alliage stylisées. La plupart des options intérieurs et extérieurs des modèles Valiant plus grands étaient applicables à la Centura, chez le concessionnaire.
Les principaux concurrents de la Centura, en Australie, étaient des versions australiennes à quatre et six cylindres de la Ford Cortina et les Holden Torana et Sunbird LH, LX et UC de General Motors. La Centura avait un espace intérieur et de coffre beaucoup plus grand que ceux de ces principaux concurrents, ainsi qu'un rapport poids/puissance plus favorable. Les Centura étaient également considérées comme concurrençant dans une moindre mesure les plus grosses Holden australiennes, les Chrysler Valiant (y compris le coupé sportif Charger) et les Ford Falcon. La plupart des concurrentes, bien que manquant souvent de l'accélération féroce du six cylindres de la Centura[réf. nécessaire], se sont révélées être moins sujets à la rouille et avait généralement un style plus moderne. Rétrospectivement, la Centura plutôt compacte n'était pas une voiture de taille moyenne typique des années 1970. Il faudra attendre l'annulation de la Centura, lorsque Holden sortit la Commodore en octobre 1978, pour que le marché interne dispose d'un véhicule aux dimensions similaires à la Centura.
Chrysler Australia était à court de fonds car son parent américain était en difficulté à ce moment-là, laissant les plus grandes berlines Valiant persister avec la même plate-forme de châssis, la même forme et le même intérieur que la carrosserie de base (les Valiants n'avaient pas d'aérations à circulation directe au niveau du visage, contrairement à celles de la Centura) depuis de nombreuses années. Cela a créé une image d'ancienne pour le modèle australien Chrysler Valiant qui a également pu nuire aux ventes de la Centura[réf. nécessaire]. Le design de la Chrysler 180 était également plutôt daté au moment où les voitures sont arrivées sur le marché australien (plus tard que prévu), ajoutant encore une image d'ancienne à la marque. Les plus grandes Valiant étaient toujours populaires auprès des Australiens ruraux, qui semblaient préférer les grosses voitures puissantes de style américain, mais la Centura n'avait non plus ni la taille ni le style pour répondre aux besoins de ce marché[réf. nécessaire].

## Centura KC
Le modèle KC (de juin 1977 à fin 1978) a abandonné les moteurs 2,0 et 3,5 L, mais a conservé le 4,0 litres. Le moteur Hemi de 4,0 litres comprenait une faible compression (7,6:1) qui fonctionnait avec du carburant de qualité standard et équipé d'une économie de carburant assistée ainsi qu'une version carburateur à deux corps à haute compression (9,0:1) du Hemi pour plus de performances et d'aptitude de remorquage. La KC présentait également un plus grand contenu australien, utilisant des jauges VDO, un volant de style Valiant, une colonne de direction et diverses autres pièces de la gamme Valiant australienne plus grande. La KC était offerte en versions GL ou GLX haut de gamme, ainsi que la finition optionnelle sport.
Les modèles KC pouvaient être différenciés par l'utilisation de caractères majuscules et empattés pour le badge "Centura" (la KB avait ceci en cursif) et un insert de calandre argenté (les KB avaient une calandre noire avec une bordure argentée et des reflets).
En 1979, la Centura a été remplacée par la Chrysler Sigma quatre cylindres, d'origine Mitsubishi.

## Les Centura aujourd'hui
Les Centura sont maintenant très rares sur les routes australiennes, bien qu'elles semblent plus communes en Australie du Sud. Cela est probablement dû à une fidélité durable à la marque Chrysler, car Chrysler avait une usine de fabrication dans cet État avant de la vendre à Mitsubishi en 1980. L'impact de l'interdiction nucléaire sur la production et l'approvisionnement en pièces, les problèmes de rouille qui en ont résulté, le poids extrêmement léger à l'arrière de la voiture et la difficulté d'obtenir des pièces depuis la France au début de la vie commerciale des voitures étaient probablement tous les facteurs qui ont contribué à leur disparition relativement rapide des routes australiennes.